# Santa Barbara, Pangasinan
Santa Barbara đô thị loại 1 ở tỉnh Pangasinan, Philippines. Theo điều tra dân số năm 2007, đô thị này có dân số 73.025 người trong 12.111 hộ.

## Barangay
Santa Barbara được chia thành 29 barangay.
| - Alibago - Balingueo - Banaoang - Banzal - Botao - Cablong - Carusocan - Dalongue - Erfe - Gueguesangen - Leet - Malanay - Maningding - Maronong - Maticmatic | - Minien East - Minien West - Nilombot - Patayac - Payas - Poblacion Norte - Poblacion Sur - Sapang - Sonquil - Tebag East - Tebag West - Tuliao - Ventinilla (Ventinilla East) - Primicias (Ventinilla West) |